# 尼迪蓬·纳瓦拉

尼迪蓬·纳瓦拉（1960年6月5日—），泰国政治家，同时也是泰国著名的报纸专栏作家、媒体知名人士。

## 早期生活及事业
尼迪蓬·纳瓦拉于1960年6月5日在泰国桐艾府出生，但从小在尖竹汶府长大。他的祖先中，母系血统有来自中国的，父系血统中也有来自印度的。祖母是一位中国女性，姓李。尼迪蓬·纳瓦拉出生时名为卜崔·育普隆，随后改名为尼迪蓬·育普隆。但后来，他随着自己的养父，昭·纳瓦拉亲王（尖竹汶府前府尹农帕玛.纳瓦拉亲王的儿子）把姓氏改为纳瓦拉。

## 学历
尼迪蓬·纳瓦拉小学就读于尖竹汶府的Benchamarachuthit学校（分别于2001年和2010年学校九十周年和一百周年校庆时荣获荣誉校友称号）；随后获得尖竹汶府扶轮社奖学金赴澳大利亚圣伯纳中学学习，之后进入泰国联合学院，同时就读于蓝甘杏大学政治学院国际关系专业本科，和伦敦大学法学院校外课程本科（未完成学业）。
后进入朱拉隆功大学建筑学院城市规划专业修读研究生课程，泰国法政大学政治学院公共管理专业获硕士学位，俄罗斯莫斯科大学亚非学院历史系获博士学位（1998年）。毕业于警察学校第15届法律及政治学专业并获得警官警衔。
之后以最高学历毕业于泰国警察学院、陆军学院、内政学院、四法学院、国防学院。

## 政治工作
尼迪蓬·纳瓦拉于2006年以257420票击败沙马·顺达卫，兰荣·占提，罗萨拿·多席达谷，乌太·拼斋充，披集·拉达谷等260位候选人，获得曼谷最高选票并被选举为上议院成员。在接受任命之前，泰国于2006年9月19日发生了政变。
2006年获泰国国王御准，成为国家立法委员会成员，在此期间，他出任泰国商务委员会发言人、泰国匈牙利国会友好协会主席和各国议会联盟泰国分支机构管理委员会成员，以及亚洲议会联盟泰国分支机构管理委员会成员。
2008年9月8日，成立素旺那普党，出任党魁为期一年。此后于2010年1月8日加入为泰党，并于2011年7月3日国会下议院选举中以为泰党政党名单提名第24号候选人参选，成功当选，直到2013年12月9号国会下议院解散。
在担任国会下议院第24号议员期间，他出任国家国土资源环境委员会和外事委员会第一副主席、各国议会联盟泰国印度国会友好协会副主席。
2012年，作为泰国国会重要代表出席欧盟在比利时布鲁塞尔召开的世界贸易组织会议，同年作为泰国国会代表团负责人出席瑞士日内瓦世界贸易组织会议。
2013年，作为泰国国会代表出席在美国纽约总部召开的联合国大会。

## 学术成果
为易三昌大学的亚非研究学院主任；百兰斯学院（Tutor Moo）的创立者；泰叻报中《Open Sky to See The World》的专栏作家；同时也是3频道“打开镜头看世界”的电视节目主持人。